# Cantó de Levroux
El cantó de Levroux és un cantó francès del departament de l'Indre, situat al districte de Châteauroux. Té 13 municipis i el cap és Levroux.

## Municipis
- Baudres
- Bouges-le-Château
- Bretagne
- Brion
- Coings
- Francillon
- Levroux
- Moulins-sur-Céphons
- Rouvres-les-Bois
- Saint-Martin-de-Lamps
- Saint-Pierre-de-Lamps
- Villegongis
- Vineuil

## Història
| Data d'elecció                           | Identitat         | Partit           | Qualitat |
| ---------------------------------------- | ----------------- | ---------------- | -------- |
| 1945-1951                                | M. Gauvin         | radical          |          |
| 1951-1964                                | Marcel Bouillon   | Divers droite    |          |
| 1964-1970                                | Louis Deschizeaux | SFIO             |          |
| 1970-2001                                | François Gerbaud  | UDR, després RPR |          |
| 2001-                                    | Michel Brun       | RPR, després UMP |          |
| les dades anteriors no són pas conegudes |                   |                  |          |
|                                          |                   |                  |          |

## Demografia
| A partir de 1990: Població sense dobles comptes |